# 渇いた街
「渇いた街」（かわいたまち）は1994年11月2日に発売された甲斐よしひろの9thシングル。

## 概要
前作から、約4年ぶりに発表されたソロ・シングルで、ポニーキャニオン移籍後初のシングル。キャッチコピーは「やわらかな、つよさ。」
オリジナル・アルバム『太陽は死んじゃいない』の先行シングル。

## 収録曲
- 全作詞・作曲：甲斐よしひろ、編曲：瀬尾一三

1. 渇いた街
2. 火傷